# デビッド・フレアー
デビッド・フレアー（David Flair、1979年3月6日 - ）は、アメリカ合衆国のプロレスラー。
本名、デビッド・リチャード・フレイアー（David Richard Fliehr）。
ミネソタ州ミネアポリス出身。プロレス界の偉人リック・フレアーの息子。

## 来歴
リック・フレアーと最初の妻との間の長男として生まれる。当初本人は警察官になりたかったため、プロレスラーには全く興味がなかった。
1998年後半頃からWCWに登場する。その後本格的にプロレスラーになることを決意し、1999年1月17日に、父親リック・フレアーとのタッグでプロレスラーとしてデビュー。2月には父リックを裏切り、敵対していたハルク・ホーガンと共闘し、nWoウルフパックのメンバーに入ることになる。その後はWCWパワープラントにてしばらくトレーニングすることになり、その後トリー・ウィルソンをマネージャーに連れて復帰する。
自身の試合中に父リック率いるフォー・ホースメンが手助けしてくれたこともあり、父親とは仲直り。7月にはスコット・スタイナーがUS王座を剥奪されたことにより、ディーン・マレンコと王座戦を戦う。セコンドについた父リック、アーン・アンダーソンらホースメンメンバーの介入により、自身は何もせずUS王座を獲得する。しかしその後、父リックはエリック・ビショフと衝突し、アンダーソンもプロレス引退することになり、一人で戦うことになってしまい、US王座は案の定クリス・ベノワに奪われてしまう。9月にはマネージャーであったトリーをビリー・キッドマンに取られてしまった。
その後、再び父リックとアンダーソンも復帰し、DDP夫妻との長い抗争が始まる。1999年にはクロウバーとのタッグニュー・ハードコア・ジェネレーションを結成し、WCWタッグ王座を獲得する活躍をみせる。2000年になり、ミス・ハンコック（現ステイシー・キーブラー）をマネージャーにつける。その後リングでは結婚式も行われ、ハンコックの妊娠を機に大騒動が起こり話題になる。
WCW崩壊後はインディー団体でしばらく活動し、その後WWEと契約。OVWに送り込まれ、その後WWEにてリック・フレアーとジ・アンダーテイカーの抗争ストーリーに関わるが、その後すぐに退団。
2002年12月にはTNAに参戦。ビンス・ルッソーのS.E.X.なるユニットのメンバーとして活動。TNA離脱後はインディ団体IWAに移る。
2005年1月、父リックと親交があり、自身もWCW時代同時期に在籍していた武藤敬司が社長を務める全日本プロレスに参戦。父リック・フレアーばりの「Woooo!」を連呼した。
2006年にスマックダウンのダークマッチに出た後消息は途絶えていたが、2007年6月にインディ団体で試合を行い、2010年には異母兄弟の弟であるリード・フレアーと共にLucha Libre USAに参戦している。

## 得意技
- 足4の字固め
- デアデビル
- ブレーンバスター
- DDT

## タイトル
WCW
- US王座
- タッグチーム王座（w / クロウバー）

NWA
- NWA世界タッグチーム王座
- NWAジョージア州タッグチーム王座

IWA
- IWA IC王座